# Ryan Poole
Ryan Poole (* 30. November 1998) ist ein britisch-irischer Volleyballspieler.

## Karriere
Poole begann seine Karriere am St. Ignatius College. Von 2017 bis 2021 studierte er an der California State University, Long Beach und spielte in der Universitätsmannschaft. Nach dem Studium spielte er in der Saison 2021/22 zunächst für IBB Polonia London. Im Dezember 2021 wechselte er zum niederländischen Verein VC Limax Linne. 2023/24 war der Außenangreifer bei Caruur Volley Gent aktiv. Dann wechselte er innerhalb der belgischen Liga zu Volley Haasrode Leuven. Mit dem Verein wurde er in der Saison 2024/25 belgischer Vizemeister. 2025 wurde Poole vom deutschen Bundesligisten SWD Powervolleys Düren verpflichtet.